# Grüne Alternative in den Räten NRW
Die Grüne Alternative in den Räten NRW e. V. (GAR NRW) ist die Kommunalpolitische Vereinigung (KPV) grüner/alternativer Kommunalpolitiker im Land Nordrhein-Westfalen. Die GAR NRW als bundesweit mitgliederstärkste Landes-KPV übernimmt Netzwerk- und Koordinationsaufgaben für Kommunalpolitiker, die sich einer ökologischen, sozialen und demokratischen Kommunalpolitik verpflichtet fühlen, und beteiligt sich an der Entwicklung kommunalpolitischer grüner Grundsätze. Dazu führt die Vereinigung u. a. Tagungen und Fachgespräche zu politischen Grundlagen und aktuellen Fragen durch. Die GAR ist ein eingetragener Verein und keine Parteigliederung von Bündnis 90/Die Grünen. Mitglied können alle Personen und Fraktionen werden, die grün-alternative Kommunalpolitik unterstützen. Die GAR NRW wurde 1985 in Duisburg gegründet und hat ihren Sitz in Düsseldorf. Die Vereinigung zählt über 3.500 Mitglieder, wobei dies alleine die Ratsmitglieder sind, sachkundige Bürgerinnen und Bürger und Ausschussmitglieder sind nicht eingerechnet.
Als kommunalpolitische Vereinigung erhält die GAR NRW Zuwendungen zur institutionellen Förderung durch das Land NRW. Gefördert wird die Heranbildung und Weiterbildung von Bürgerinnen und Bürgern für die Tätigkeit in der kommunalen Selbstverwaltung.

## Mitglieder
Zu den Mitgliedern der GAR NRW gehören Mitglieder der Vertretungen der Städte, Gemeinden und Kreise, Mitglieder der Bezirksvertretungen, in Ausschüssen tätige sachkundige Bürger, Beschäftigte der Kommunen sowie Personen, die in der öffentlichen Verwaltung ein Amt oder bei den GRÜNEN eine Funktion mit kommunalpolitischem Bezug haben.
Geschäftsführender Vorstand der GAR NRW sind Hilde Scheidt und Andreas Wolter. Der fünfköpfige Vorstand der GAR ist geschlechtergerecht quotiert.